# Énergies renouvelables au Maroc

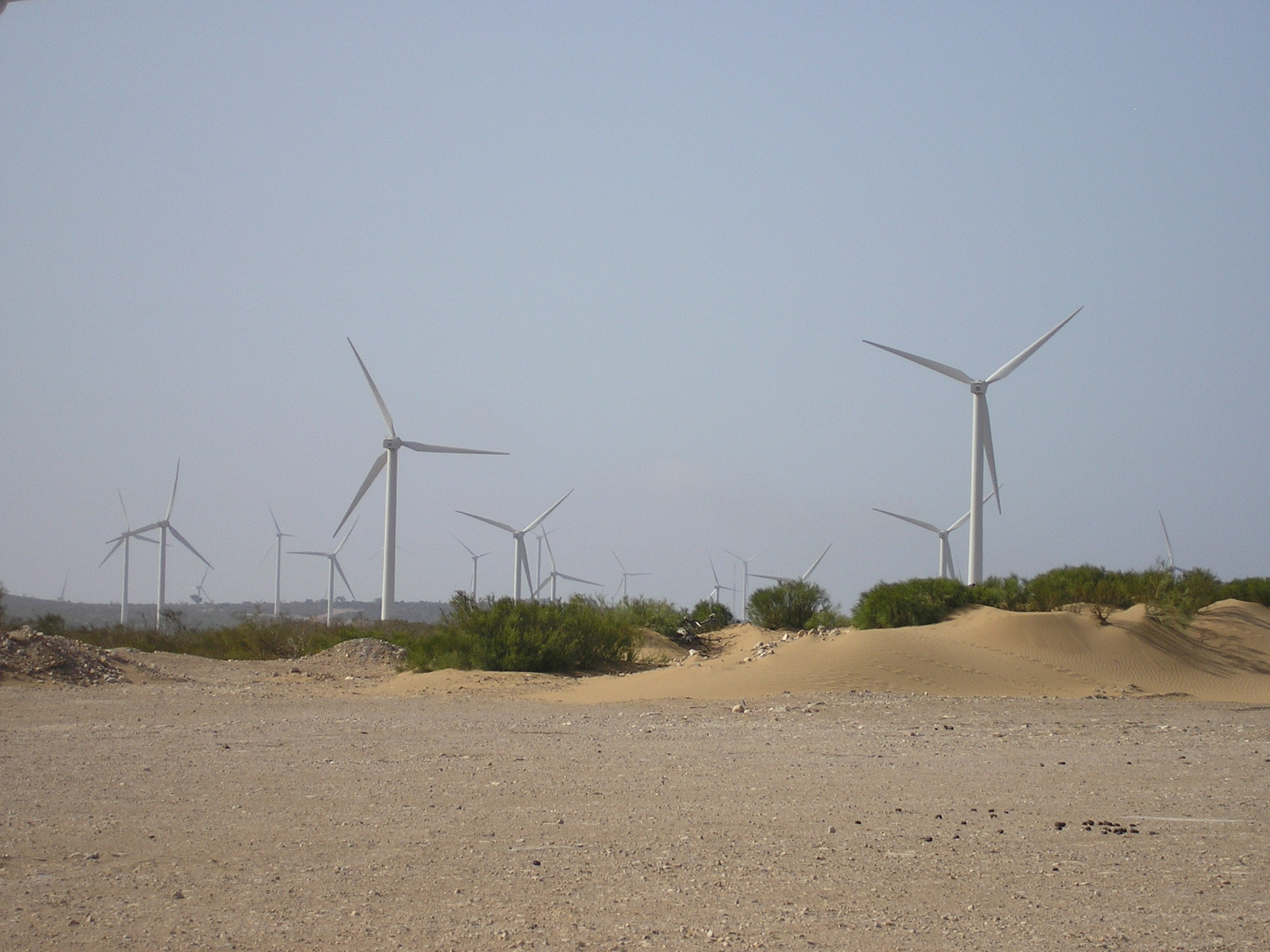
Amogdoul Wind Farm, Essaouira

Les énergies renouvelables au Maroc ont représenté 9,7 % de la consommation intérieure brute d'énergie en 2019 (dont 5,9 % de biomasse, 3,4 % d'éolien et solaire et 0,5 % d'hydroélectricité) et 19 % de la production d'électricité (18,5 % en 2020).
Les énergies renouvelables hors biomasse se composent de l'énergie hydroélectrique (3,2 % de la production d'électricité en 2020), des parcs éoliens (11,5 %), des centrales solaires thermodynamiques (2,8 %) et de l'énergie solaire photovoltaïque (0,9 %).
Le Maroc s'est fixé l'objectif d'obtenir plus de la moitié de son énergie électrique à partir de sources renouvelables d'ici 2030 et prévoyait d'avoir 2 000 MW de centrales éoliennes et 2 000 MWc de centrales solaires d'ici 2020, en cherchant à ajouter 1,5 GW de capacité renouvelable par an. Ces objectifs, ainsi que d'autres politiques en matière de changement climatique, avaient valu au Maroc d'être classé deuxième pays le plus engagé selon l'indice de performance en matière de changement climatique de 2018 et 2019 développé par des ONG.

## Part des EnR dans l'approvisionnement énergétique du Maroc
La part des énergies renouvelables (EnR) dans la consommation intérieure brute d'énergie du Maroc s'élevait en 2019 à 9,7 % (54,97 PJ sur 931,7 PJ), dont 5,9 % de biomasse et déchets, 3,4 % d'éolien et solaire et 0,5 % d'hydroélectricité.
Les énergies renouvelables ont fourni 19 % de la production d'électricité du pays en 2019 (7,93 TWh sur 41,65 TWh), dont 11,3 % d'éolien, 4 % d'hydraulique, 2,8 % de solaire thermodynamique et 0,9 % de solaire photovoltaïque. Les combustibles fossiles restent cependant largement majoritaires : 77,8 %, dont 64,6 % de charbon et 11,3 % de gaz naturel. En 2020 (données provisoires), la part des EnR était de 18,5 % (éolien : 11,5 %, hydraulique : 3,2 %, solaire : inchangé).
A la fin de 2019, les puissances installées s'élevaient à 1 121 MW d'éolien, 1 721 MW d’hydroélectricité, dont 464 MW de pompage STEP, 510 MW de solaire thermodynamique, et 195 MW de solaire photovoltaïque.

## Industrie
Malgré un énorme potentiel éolien et solaire, il est trop tôt pour dire quand le Maroc pourrait commencer à exporter de l'électricité renouvelable vers l'Europe à partir de projets tels que l'initiative Desertec, dotée d'un budget de 400 milliards de dollars. Il n'est pas clair si l'investissement prévu par le consortium Desertec dans l'énergie solaire thermique en Afrique du Nord pourrait aller au Maroc ou quelle quantité d'électricité pourrait éventuellement être exportée vers l'Europe. Les plans de Desertec nécessiteront probablement plusieurs années supplémentaires d'études de faisabilité.[réf. nécessaire]
Les énergies renouvelables jouent un rôle clé dans le plan de développement énergétique de 3,4 milliards de dollars de l'ONE, annoncé en janvier 2004. L'objectif est de fournir de l'électricité à 80 % des zones rurales d'ici 2008, tout en faisant passer la part des énergies renouvelables de 0,24 % en 2003 à 10 % en 2011. Le plan prévoit deux nouveaux projets éoliens, ainsi qu'une installation thermo-solaire de 200 à 250 MW à Ain Beni Mathar, dont 20 MW seront produits à partir d'énergie solaire. L'une des installations éoliennes (60 MW) sera située à Essaouira, tandis que l'autre (140 MW) sera située près de Tanger. La mise en service de la centrale d'Essaouira est prévue pour 2007.
Le Maroc dispose d'autres ressources renouvelables qui pourraient être développées, que les pays quatre rivières pérennes et de nombreux barrages avec un potentiel hydroélectrique. En mai 2005, l'ONE a sélectionné Temsol pour un projet de 27,6 millions de dollars visant à fournir de l'énergie solaire à 37 000 foyers ruraux d'ici 2007. Des contrats similaires ont été attribués en mai 2002 à un consortium dirigé par TotalEnergies et en janvier 2004 à Apex-BP. Actuellement, seuls 55 % des villages périphériques ont accès à l'électricité.
Alstom, qui a signé en 2007 un contrat pour construire une liaison ferroviaire à grande vitesse entre Tanger et Casablanca, construira également des installations de production d'électricité d'une capacité de 470 MW pour alimenter la liaison ferroviaire. La plus grande partie de la capacité proviendra de la combustion de gaz standard à cycle combiné, mais 20 MW seront issus de l'énergie solaire.

## Énergie éolienne

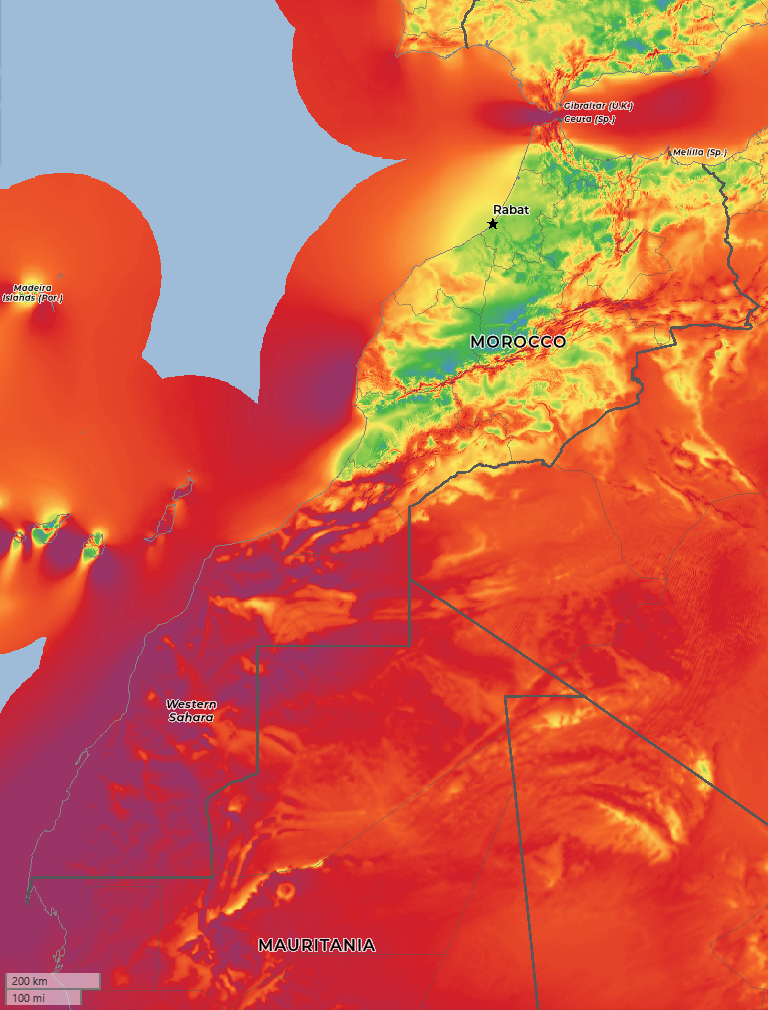
Vitesse moyenne du vent au Maroc.

Le Maroc bénéficie de ressources éoliennes assez favorables, tant au nord du pays près de Tanger qu'à l'ouest où certaines régions bénéficient d'alizés réguliers.
En 2020, 11,5% de l'électricité produite au Maroc provenait de l'énergie éolienne.
Selon les données présentées par le ministre Amara à Madrid en 2015, le potentiel terrestre du pays est estimé à 25 GW, dont 6 GW pourraient être installés d'ici 2030. La vitesse moyenne du vent est de 5,3 m/s sur plus de 90 % du territoire du pays, selon l'atlas éolien élaboré par le Centre marocain de développement des énergies renouvelables (CDER). La région de Tanger et Tétouan (nord du Maroc) a mesuré des valeurs particulièrement élevées de 8 à 11 m/s, et 7 à 8,5 m/s ont été enregistrés pour Dakhla, Tarfaya, Taza et Essaouira.[réf. souhaitée]
La puissance installée en 2014 était de 750 MW. Selon les données du ministère marocain de l'énergie, un total de 220 MW de projets éoliens privés ont été construits jusqu'à la fin de 2016. 120 MW supplémentaires doivent être mis en ligne prochainement dans le parc éolien de Khalladi, dans les environs de Tanger, dans le nord du Maroc. La Banque européenne pour la reconstruction et le développement (BERD) et la Banque Marocaine du Commerce Extérieur (BMCE) ont annoncé qu'elles fourniraient un financement de 126 millions d'euros (133,3 millions de dollars) pour le développement du projet.[réf. souhaitée]
L'Office national de l'électricité et de l'eau potable (ONEE) organise en 2014 un appel d'offres pour son « Projet éolien intégré 850 MW », composé des parcs de Midelt (150 MW), Tiskrad (Tarfaya) (300 MW), Tanger II (100 MW), Jbel Lahdid (Essaouira) (200 MW) et Boujdour (100 MW). L'ONEE a obtenu 385 millions € et 31 millions $ de financements concessionnels pour le développement du projet, dont 200 millions € de la Banque européenne d'investissement et 130 millions € de la banque publique allemande KfW. L'objectif est de produire 2 000 MW d'ici 2020.

## Énergie solaire

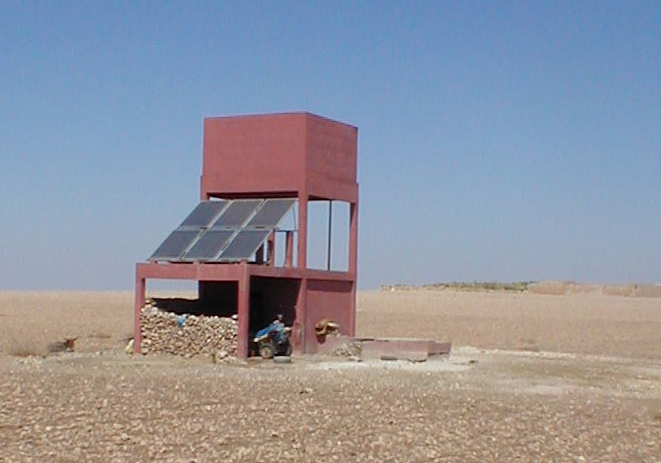
Puits alimenté par l'énergie solaire à Rhamna, près de Marrakech.

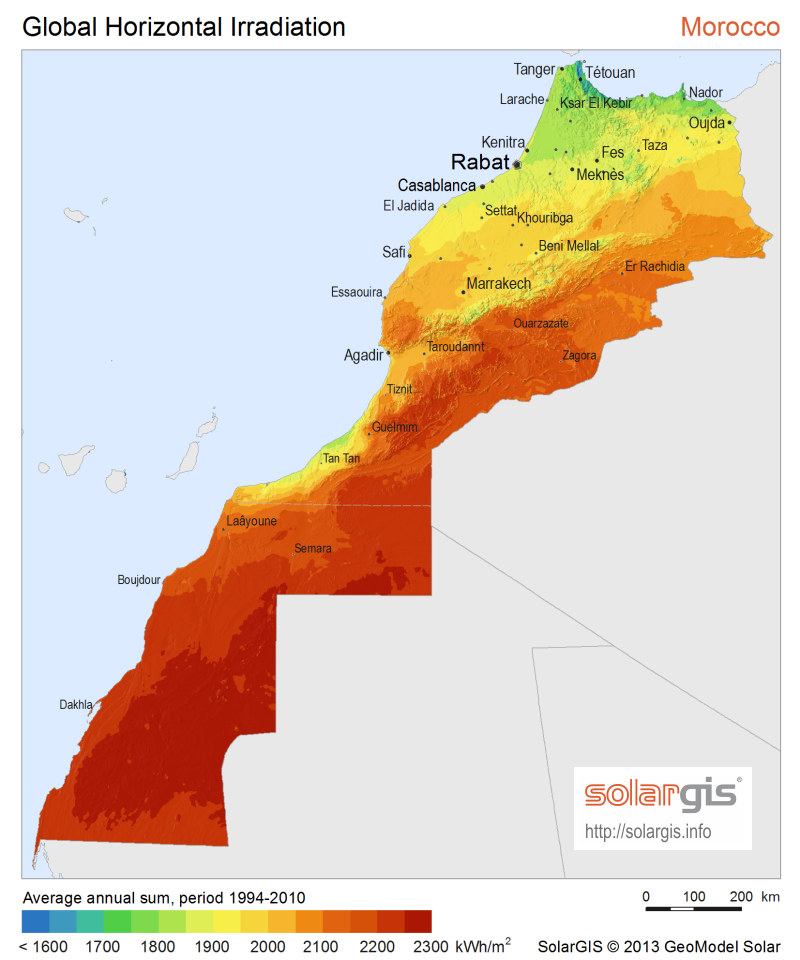
Ressources solaires au Maroc et au Sahara Occidental.

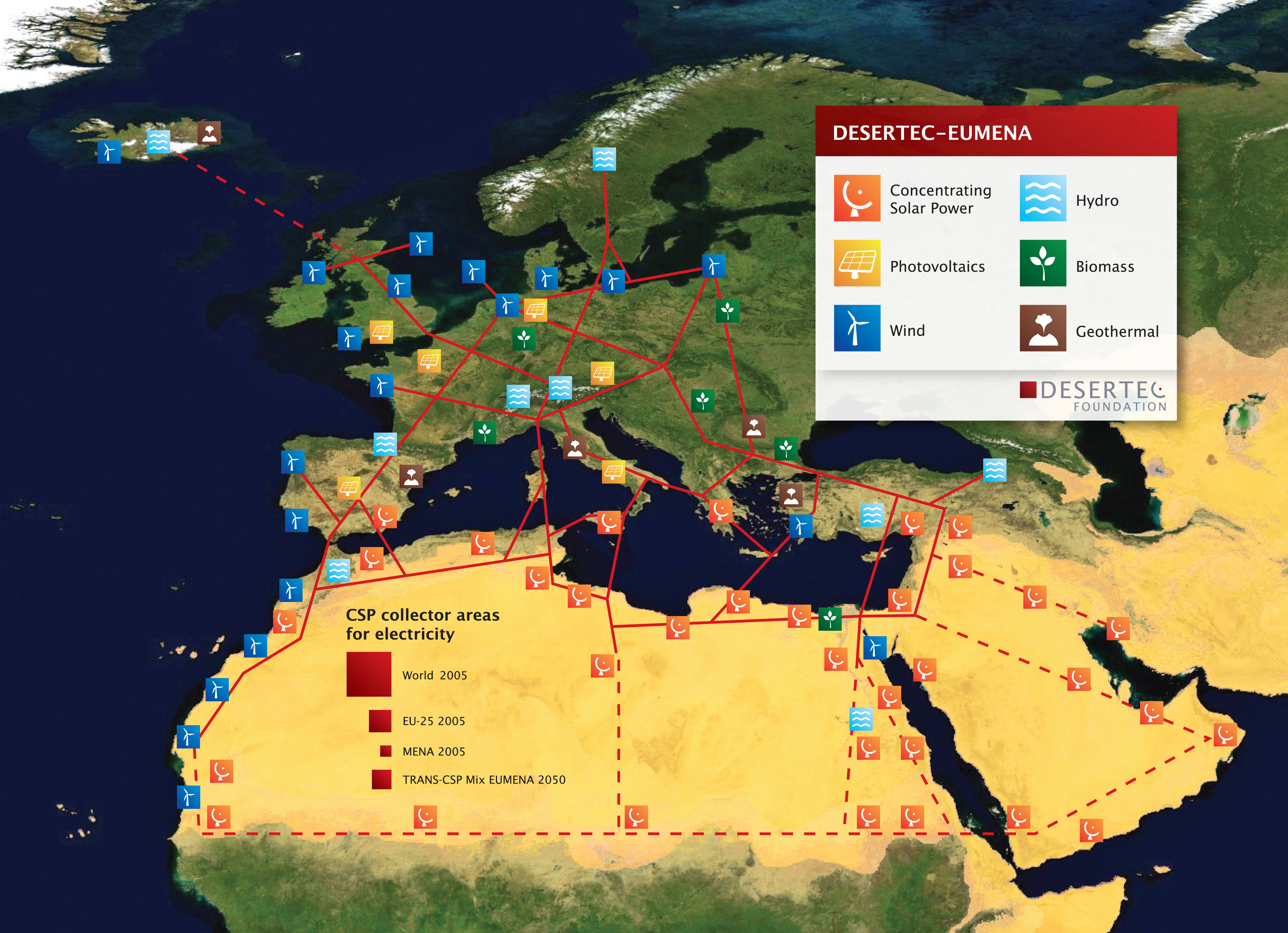
Projet Desertec

Le Maroc possède l'un des taux d'insolation les plus élevés : environ 3 000 heures d'ensoleillement par an, mais jusqu'à 3 600 heures dans le désert.
Le Maroc, seul pays africain à disposer d'une liaison par câble électrique avec l'Europe (2 100 MW), entendait bénéficier des 400 milliards d'euros que devait rapporter l'ambitieuse initiative industrielle Desertec. La Fondation Desertec, fondée le 20 janvier 2009 par un réseau mondial de scientifiques, de politiciens et d'entrepreneurs, en particulier la branche allemande du Club de Rome, promeut le développement de projets d'énergie verte en Afrique du Nord afin de « contribuer à la décarbonation de l'Europe, garantir à l'Afrique une prospérité propre et rendre le Moyen-Orient indépendant du pétrole » et a créé en 2009 le bureau d'études « Desertec Industrial Initiative » (DII) chargé de l’élaboration des plans d’exploitation concrets et des financements associés. Le premier projet de Desertec est une centrale solaire près de Ouarzazate. En juin 2011, Desertec signe avec l'Agence marocaine pour l'énergie durable (MASEN) un accord de partenariat pour faire du projet solaire d'Ouarzazate, dévoilé en 2009, le test-clé du projet Desertec.
Le Maroc a lancé un projet d'énergie solaire ambitieux, dont le coût est estimé à 9 milliards de dollars, avec pour objectif une capacité de production d'énergie solaire de 2 000 MWc d'ici 2020. Cinq centrales solaires devaient être construites, utilisant à la fois la technologie photovoltaïque et celle de l'énergie solaire concentrée. L'Agence marocaine pour l'énergie durable (MASEN), une entreprise publique-privée, a été créée pour diriger le projet. La première phase de 160 MW, Noor I, a été mise en service en février 2016. La deuxième phase, Noor 2 de 200 MW, a été mise en service en janvier 2018, et la troisième phase devait être mise en service d'ici la fin de 2018. Ces trois phases fournissent 580 MW supplémentaires et couvrent 6 000 acres.
En 2020, 3,8 % de l'électricité produite au Maroc provenait de l'énergie solaire, dont 2,8 % par les centrales solaires thermodynamiques.
En 2021, une enquête est ouverte contre les dirigeants de Masen pour mauvaise gestion et malversations. Cinq ans après le lancement de la première centrale solaire, les retards s’accumulent et les pertes se creusent. Masen, qui avait obtenu un prêt de 20 milliards de dirhams (quelque 1,8 milliard d’euros) auprès d’une dizaine d’institutions internationales avec une garantie de l’État pour financer Noor, voit son déficit enfler dangereusement. En juillet 2020, le Conseil économique, social et environnemental (CESE) publie un avis très critique sur la transition énergétique au Maroc : selon lui, les centrales Noor I, II et III à Ouarzazate font perdre à l’agence publique pas moins de 800 millions de dirhams (près de 75 millions d’euros) par an. Le coût de revient du kilowatt-heure atteint 1,62 dirham pour Noor 1, 1,38 pour Noor 2 et 1,42 pour Noor 3, tandis le kWh est revendu à l’Office National de l’Électricité et de l’Eau potable (ONEE) à 0,85 dirham.

## Politique énergétique nationale
Importateur net d'énergie, le Maroc lance en février 2008 le « Plan national pour les énergies renouvelables et l'efficacité énergétique » afin de développer des énergies alternatives pour couvrir 15 % de ses besoins domestiques et d'accroître l'utilisation de méthodes d'économie d'énergie,. Le plan devrait créer plus de 40000 emplois et stimuler plus de 4,5 milliards € d'investissements d'ici 2020. Le plan national pour le développement de l'énergie solaire thermique, formulé en 2001, vise à installer 440 000 chauffe-eau solaires d'ici 2012, dont 235 000 sont achevés. Le gouvernement marocain prévoit de produire 40 % de son énergie à partir de sources renouvelables d'ici 2020.
En novembre 2009, le Maroc annonce un projet d'énergie solaire d'une valeur de 9 milliards de dollars qui, selon les responsables, devait représenter 38 % de la puissance installée électrique du pays d'ici 2020. Le financement proviendra d'un mélange de capitaux privés et publics. La secrétaire d'État américaine Hillary Clinton et le roi du Maroc ont assisté à la cérémonie. Le projet impliquera cinq sites de production d'énergie solaire et devait produire 2 000 MW d'électricité d'ici 2020. L'Allemagne a exprimé sa volonté de participer au développement du projet marocain d'énergie solaire que le pays a décidé de réaliser, tout comme la Banque mondiale. En février 2016, date d'inauguration de la première phase du complexe solaire Noor Ouarzazate au Maroc, Masen, l'agence publique chargée de l'énergie solaire, avait sécurisé les 3 milliards de financements nécessaires auprès de la Banque africaine de développement (BAD), des fonds d’investissements climatiques (FIC), des institutions de financement européennes et de la Banque mondiale.
Ces objectifs, ainsi que les initiatives du Maroc en matière de changement climatique, lui ont permis d'être classé deuxième pays le plus engagé dans le combat contre le changement climatique, derrière la Suède, selon l'« indice de performance en matière de changement climatique » de 2018 et 2019 développé par l'ONG allemande Germanwatch et le réseau « Climate Action Network International » (CAN).
Après avoir réalisé le complexe d'énergie solaire Noor de Ouarzazate, le Maroc a entrepris la réalisation de nouveaux projets solaires à Midelt. Les adjudications des complexes photovoltaïques Noor Midelt 2 et 3, de 400 MWc chacune, ont été annoncées début aout 2025. Ces deux centrales seront réalisées par le saoudien Acwa Power (35 % du projet), le Marocain Nareva (35 %) et l'agence publique Masen (25 %). Le prix de revient devrait être nettement plus bas que pour les centrales de Ouarzazate, mais début aout 2025, il n'avait pas encore été contractualisé.

## Prévisions
Les sources d'énergie sont importantes. Les prévisions estiment le potentiel éolien à 6 GW, le marché des chauffages solaires à 1M m2, et soulignent un fort potentiel de valorisation de la biomasse (9 millions d'hectares de zones boisées). Les attentes dans ce domaine sont fortes de la part des acteurs institutionnels, des acteurs économiques mais aussi des consommateurs.